# Beschlagnahme

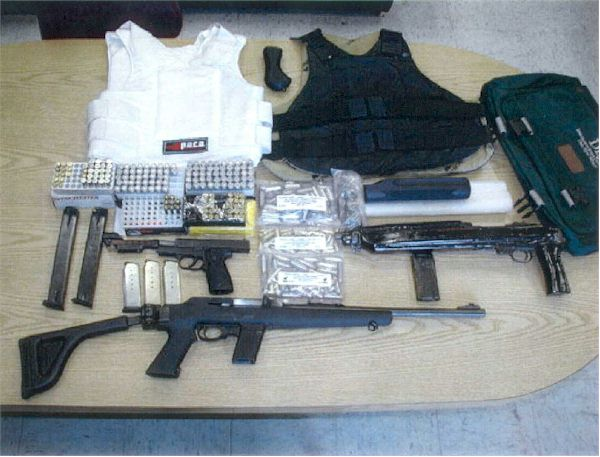
Beschlagnahmte Waffen

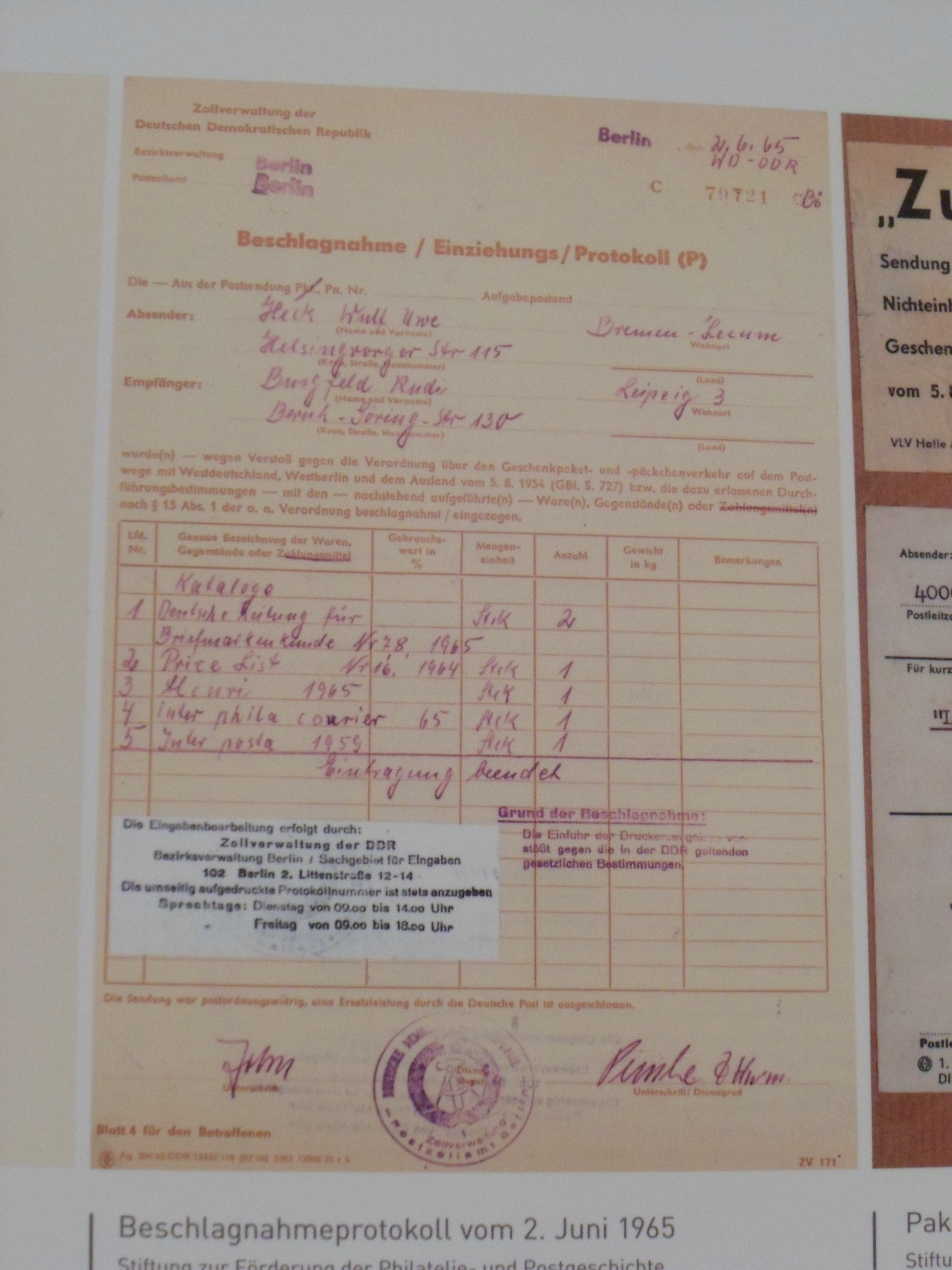
Beschlagnahmeprotokoll der DDR-Zollbehörden

Beschlagnahme ist die Sicherstellung eines Gegenstandes durch einen staatlichen Hoheitsakt gegen den Willen des Besitzers und/oder des Eigentümers.
Eine Beschlagnahme zu militärischen Zwecken nennt man Requirierung.

## Deutschland
Der Begriff wird in deutschen Gesetzen nicht immer einheitlich verwendet.

### Strafprozessuale Beschlagnahme
Im Strafprozessrecht bezeichnet Beschlagnahme nur die zwangsweise Sicherstellung. Sie ist in den §§ 94 ff. und §§ 111a ff. StPO geregelt. Die strafprozessuale Beschlagnahme kann mögliche Beweismittel erfassen, sowie Gegenstände, die der Einziehung unterliegen. Sie setzt voraus, dass der Gegenstand anders nicht in den Besitz der Behörde gelangen kann, was insbesondere dann der Fall ist, wenn die Herausgabe verweigert wird. Wenn eine einfache Sicherstellung ausreicht, ist eine Beschlagnahme als Eingriffsakt nicht erforderlich im Sinne des Verhältnismäßigkeitsprinzips. Grundsätzlich unterliegt die Anordnung einer Beschlagnahme einem Richtervorbehalt, d. h. nur bei Gefahr im Verzug darf sie statt von einem Richter durch einen Staatsanwalt oder eine Ermittlungsperson der Staatsanwaltschaft angeordnet werden. In diesem Fall soll nach § 98 Abs. 2 StPO bei Widerspruch des Betroffenen innerhalb dreier Tage die richterliche Entscheidung nachgeholt werden. Die Durchführung einer Beschlagnahme auf Anordnung eines Richters ist jedem Polizeivollzugsbeamten möglich. Bei bestimmten Gegenständen ist nach §§ 96 und 97 StPO eine Beschlagnahme unzulässig. Dazu gehören insbesondere schriftliche Mitteilungen zwischen Beschuldigtem und zur Zeugnisverweigerung berechtigten Personen sowie grundsätzlich Aufzeichnungen solcher Vertrauenspersonen, wenn sie sich in deren Besitz befinden. Konkret sind beispielsweise die Handakten des Rechtsanwalts oder Krankengeschichten sogenannte beschlagnahmefreie Gegenstände. Dem Betroffenen ist auf Verlangen ein Sicherstellungsprotokoll oder -verzeichnis auszuhändigen. Die beschlagnahmten Gegenstände sind zurückzugeben, sobald sie für das Verfahren nicht mehr benötigt werden. Dabei hat die Herausgabe grundsätzlich an den Beschuldigten zu erfolgen.
Ein Unterfall der Beschlagnahme ist die Einziehung des Führerscheins.
Der Beschuldigte kann sich mit dem Rechtsbehelf des Antrags auf gerichtliche Entscheidung gem. § 98 Abs. 2 S. 2 f. StPO gegen die Beschlagnahme wehren.

### Polizeirechtliche Beschlagnahme
Außer in Baden-Württemberg (§ 38 PolG BW), Rheinland-Pfalz und Sachsen unterscheiden die Polizeigesetze der Länder terminologisch nicht zwischen Beschlagnahme und Sicherstellung, sondern regeln sowohl die zwangsweise als auch die zwanglose Ingewahrsamnahme von Gegenständen unter dem Begriff „Sicherstellung“. Die Befugnisnorm hierzu besteht nach allen Polizeigesetzen,
- wenn dies zur Gefahrenabwehr erforderlich ist,
- zum Schutz des rechtmäßigen Eigentümers oder Besitzers vor Verlust oder Beschädigung oder
- zur Verhinderung einer missbräuchlichen Verwendung.

Die Gegenstände sind zurückzugeben, wenn der Grund für die Sicherstellung entfallen ist. Anders als im Strafprozessrecht besteht im Polizeirecht kein Richtervorbehalt, ebenso wenig ist eine automatische richterliche Überprüfung vorgesehen, die gerichtliche Rechtmäßigkeitskontrolle erfolgt vielmehr auf Antrag.

### Beschlagnahme im Zwangsvollstreckungsrecht
Die Beschlagnahme im Zwangsvollstreckungsverfahren soll den Erfolg des Verfahrens sichern, indem ein schädlicher Zugriff des Vollstreckungsschuldners auf den Beschlagnahmegegenstand verhindert wird. Sie ist ein tatsächlicher oder rechtlicher Akt eines Vollstreckungsorgans, mit dem nach außen deutlich wird, dass das Beschlagnahmeobjekt der Verstrickung unterliegt. Rechtsdogmatisch einzuordnen ist die Beschlagnahme als Verwaltungsakt. Sie ist allerdings in der Regel nicht gesondert anfechtbar.
Je nach Beschlagnahmegegenstand erfolgt die Beschlagnahme unterschiedlich:
- Bei beweglichen Sachen wird die Sache durch den Gerichtsvollzieher in Gewahrsam genommen, oder es wird ein Pfandsiegel aufgeklebt. Voraussetzung für die Beschlagnahme ist der Gewahrsam des Vollstreckungsschuldners.
- Die Beschlagnahme eines Grundstücks oder grundstücksgleichen Rechts (beispielsweise Eigentumswohnung) im Zwangsversteigerungs- oder Zwangsverwaltungsverfahren erfolgt durch das Vollstreckungsgericht. Sie wird durch die Zustellung des Anordnungsbeschlusses an den Eigentümer oder durch den Eingang des Eintragungsersuchens des Vollstreckungsmerks beim Grundbuchamt wirksam. Voraussetzung ist das Eigentum des Vollstreckungsschuldners. Vergleichbares gilt für Schiffe, die in dem Schiffsregister eingetragen sind.
- Bei der Zwangsvollstreckung in Forderungen erfolgt die Beschlagnahme (Verstrickung) durch Zustellung des gerichtlichen Pfändungsbeschlusses an den Drittschuldner.

Mit der Beschlagnahme ist die Sache nur unter bestimmten Umständen veräußerbar: Es herrscht ein relatives Veräußerungsverbot (§§ 135, 136 BGB), das zugunsten der Gläubiger wirkt. Eine Veräußerung steht damit unter dem Genehmigungsvorbehalt des Gläubigers nach § 185 Abs. 1 BGB. Der gutgläubige Erwerb eines Dritten ist in der Regel dadurch ausgeschlossen, dass die Beschlagnahme nach außen erkennbar ist. Gutgläubig erworben werden kann ein Grundstück nur bei Unkenntnis des Veräußerungsverbotes (in der Praxis also vor Eingang des Eintragungsersuchens). Bei einer beweglichen Sache schützt den gutgläubigen Erwerber (Österreich: gutgläubigen Erwerber vom Nichtberechtigten) nur die Unkenntnis, die nicht grob fahrlässig war (Beispiel: Das Pfandsiegel wurde widerrechtlich entfernt und es gab keinen Anlass, an der Verfügungsberechtigung des Verkäufers zu zweifeln). Andere Rechte wie Forderungen können nicht gutgläubig erworben werden.

### Beschlagnahme einer Wohnung
Bei der Beschlagnahme einer Wohnung handelt es sich um einen Verwaltungsakt, der auf Bundesländerebene im Polizei- und Ordnungsrecht geregelt wird.
Diese Art der Beschlagnahmung wird gerade im Zusammenhang mit der Unterbringung von Migranten kontrovers diskutiert.
Auch bei drohender Obdachlosigkeit kann die Beschlagnahme einer Wohnung dazu genutzt werden, die Zwangsräumung eines Mieters aus der entsprechenden Wohnung zu verhindern. Darüber hinaus kann es weitere Gründe geben, warum eine Behörde entscheidet, die Beschlagnahme zu veranlassen.
Die Beschlagnahme läuft in der Regel relativ unspektakulär ab und ist gerade bei großen Wohnungsunternehmen Alltag. Nach Verkündung der Beschlagnahme durch die entsprechende Behörde stimmt der Vermieter in der Regel der Beschlagnahme zu. Er kann auch Widerspruch einlegen, was allerdings selten die Entscheidung der Behörde beeinflusst.
Für die Beschlagnahme wird der Vermieter mindestens in Höhe der ortsüblichen Vergleichsmiete entschädigt. Der Vermieter kann ebenfalls eine Entschädigung für anfallende Schäden während der Beschlagnahme geltend machen. Einen Mietvertrag gibt es im Fall der Beschlagnahme nicht, lediglich werden die Rahmenbedingungen kommuniziert.
Eine Beschlagnahme kann in diesem Zusammenhang auch von Vorteil sein, nämlich im Fall eines hohen Leerstandes in der Wohnungsgegend und falls die Vermietung der Wohnung schwer ist. In dem Fall würde man möglicherweise nur zu einem Preis unter der Vergleichsmiete vermieten können. Darüber hinaus sind Behörden durchaus verlässlichere „Mieter“ als manche natürliche Personen. Eine fristgerechte Zahlung der „Miete“ ist allerdings nicht garantiert, und behördliche Verzugsfälle sind keine Seltenheit.

## Schweiz
Die Berechtigung, sich nach Art. 264 Abs. 3 der Strafprozessordnung (StPO) gegen eine Beschlagnahme zu wehren, ist auf das Recht auf Siegelung gemäß Art. 248 Abs. 1 StPO abzustimmen.